# Amintas II (hijo de Búbares)
Amintas (en griego antiguo: Αμύντας) fue hijo del dignatario aqueménida Búbares de su esposa macedonia Gigea. Recibió el nombre de su abuelo materno, Amintas I, que gobernó Macedonia como súbdito persa desde 512/511 a. C. Más tarde, el rey Jerjes I (r. 486-465 a. C.) concedió a Amintas la ciudad caria de Alabanda. Posiblemente, fue el sucesor directo del tirano Aridolis.